# Pulisen
Pulisen is een bestuurslaag in het regentschap Boyolali van de provincie Midden-Java, Indonesië. Pulisen telt 10.416 inwoners (volkstelling 2010).